# Tibellus minor
Tibellus minor es una especie de araña cangrejo del género Tibellus, familia Philodromidae. Fue descrita científicamente por Lessert en 1919.

## Distribución
Esta especie se encuentra en África.